# Corvo (Cap-Vert)
Corvo est une localité de l'île de Fogo au Cap-Vert.

## Géographie
Corvo est situé près de la côte, à 5 km au sud-est de Mosteiros.

## Population
En 2010, Corvo comptait 340 habitants.